# Klipparakit
Klipparakit (Neophema petrophila) är en fågel i familjen östpapegojor inom ordningen papegojfåglar.

## Utseende och läte
Klipparakiten är en praktfull liten papegoja. Fjäderdräkten är matt olivgrön med gulaktigt på nedre delen av buken och lite blått på vingen. Ansiktet är ljusblått mellan öga och näbb, med en tunn blå linje mellan ögonen. Ungfågeln har gult i ansiktet. Liknande blåvingad parakit är mer bjärt grönfärgad, med mer gult i ansiktet och större blå vingfläck, medan gräsparakiten är gulare och har även den gult i ansiktet. Lätet är ett vasst och ljust "zit zit zit".

## Utbredning och systematik
Fågeln förekommer på öar och i kustområden i västra och södra Australien. Den behandlas antingen som monotypisk eller delas in i två underarter med följande utbredning:
- Neophema petrophila petrophila – sydvästra Western Australia
- Neophema petrophila zietzi – centrala och västra South Australia

## Levnadssätt
Klipparakiten födosöker på marken i öppna kustnära våtmarker och gräsmarker.

## Status och hot
Arten har ett stort utbredningsområde, men tros minska i antal, dock inte tillräckligt kraftigt för att den ska betraktas som hotad. Internationella naturvårdsunionen IUCN listar arten som livskraftig (LC).